# Molenbeek (Velm)
De Molenbeek is een riviertje dat ontspringt nabij Kortijs in Droog-Haspengouw en in noordelijke richting stroomt om uit te monden in de Melsterbeek.
Het riviertje stroomt langs Klein-Vorsen en Montenaken, waar zich de Nerummolen op de beek bevindt. Vervolgens gaat de Molenbeek via Niel-bij-Sint-Truiden en Gingelom naar Velm. In Gingelom bevindt zich de Molen van Kamerijck op de Molenbeek.
Na Velm wordt Halmaal bereikt, waar zich de Maasrodemolen op de Molenbeek bevindt. De molenbeek loopt aan de westzijde langs Sint-Truiden, en wel langs de wijk Stayen, waar zich eveneens een watermolen (de Stayenmolen) op de beek bevindt.
Vervolgens stroomt de beek in noordwestelijke richting, langs Gorsem, waar eveneens een watermolen, de Grevensmolen op de beek te vinden is.
De beek stroomt dan door het domein van Kasteel Duras naar Duras, om bij Runkelen in de Melsterbeek te vloeien.